# Bleach: The 3rd Phantom
Bleach: The 3rd Phantom est un jeu vidéo de type tactical RPG sortie le 28 juin 2008 au Japon, le 15 septembre 2009 aux États-Unis et le 12 février 2010 en France sur Nintendo DS.

## Histoire
Le jeu propose une histoire originale écrite par Tite Kubo lui-même. Les joueurs suivent les aventures de deux shinigamis, Matsuri Kudō et son frère jumeau Fujimaru Kudō, qui se battent contre un Arrancar nommé Arturo Plateado. L'histoire se déroule dans l'univers de Bleach, avec des apparitions de nombreux personnages bien connus de la série.

## Gameplay
Contrairement aux deux premiers jeux Bleach sur DS, The 3rd Phantom est un jeu de stratégie au tour par tour. Les joueurs peuvent créer et contrôler une équipe de huit shinigamis, en les plaçant stratégiquement sur la carte pour lancer des attaques dévastatrices.

## Ventes
- Monde : 0,17 million[3]
- Japon : 0,07 million
- États-Unis : 0,10 million